# Улахан-Чистай
Улахан-Чистай (на руски: Улахан-Чистай) е най-високият планински хребет в планинска система Черски, разположен в североизточната част на Якутия и западната част на Магаданска област в Русия. Простира се от северозапад (устието на река Мома в Индигирка) на югоизток (изворите на река Омулевка, от басейна на Колима) на протежение от 250 km. Максимална височина връх Победа 3003 m (65°10′35″ с. ш. 146°00′29″ и. д. / 65.176389° с. ш. 146.008056° и. д.), най-високата точка на Североизточен Сибир. Изграден е основно от гранити. Релефът е типично алпийски, с тесни междуречия (циркуси, кари, трогови и висащи долини). Съвременните ледници обхващат площ около 100 km2. От него водят началото си реките: Мома с Ерекит, Артик (десен приток на Нера, от басейна на Индигирка), Омулевка и Рассоха (леви притоци на Ясачная, от басейна на Колима) и др. Склоновете му на височина до 900 – 1000 m са покрити с рядка лиственична тайга, до 1300 – 1600 m – с петна от кедров клек и планинска тундра, а нагоре следва камениста планинска пустиня.